# Municipio de Grand Prairie (Minnesota)
El municipio de Grand Prairie (en inglés: Grand Prairie Township) es un municipio ubicado en el condado de Nobles en el estado estadounidense de Minnesota. En el año 2010 tenía una población de 206 habitantes y una densidad poblacional de 2,24 personas por km².

## Geografía
El municipio de Grand Prairie se encuentra ubicado en las coordenadas 43°33′5″N 95°59′6″O / 43.55139, -95.98500. Según la Oficina del Censo de los Estados Unidos, el municipio tiene una superficie total de 91.94 km², de la cual 91,84 km² corresponden a tierra firme y (0,1 %) 0,1 km² es agua.

## Demografía
Según el censo de 2010, había 206 personas residiendo en el municipio de Grand Prairie. La densidad de población era de 2,24 hab./km². De los 206 habitantes, el municipio de Grand Prairie estaba compuesto por el 97,57 % blancos, el 0,49 % eran asiáticos y el 1,94 % eran de una mezcla de razas. Del total de la población el 0 % eran hispanos o latinos de cualquier raza.